# Blechnum magellanicum
Blechnum magellanicum là một loài thực vật có mạch trong họ Blechnaceae. Loài này được Mett. mô tả khoa học đầu tiên năm 1856.